# Eterobarb
Eterobarb (Antilon) là một dẫn xuất barbiturat. Nó chủ yếu có tác dụng chống co giật với tác dụng an thần ít hơn so với phenobarbital hợp chất liên quan chặt chẽ. Nó đã thấy thành công hợp lý trong các thử nghiệm lâm sàng, nhưng không được sử dụng rộng rãi trong y tế.

## Tổng hợp
Eterobarb có thể được tổng hợp bằng cách phản ứng phenobarbital với chloromethyl methyl ether với sự có mặt của một base.

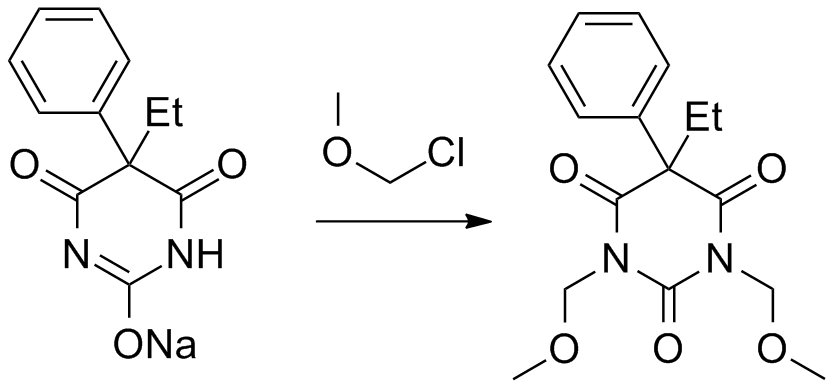
Tổng hợp Eterobarb